# クリストファー遙盟
クリストファー遙盟（Christopher Yohmei Blasdel、1951年 - ）は、アメリカ合衆国出身・日本在住の尺八奏者、執筆家、民族音楽研究家。

## 人物
1972年に来日し竹盟社宗家・山口五郎（後に人間国宝）に師事。1978年東京芸術大学に入学、1982年同大学院を修了。1984年に山口五郎より師範・雅号「遙盟」を授かる。
国際文化会館芸術監督（1987−2013）、テンプル大学講師（日本音楽）、プラハ尺八フェスティバルのシニア・アドバイザーなどを務める。現在ハワイ大学講師（日本音楽）。合気道五段。

## ディスコグラフィ
- 迦楼羅の夜 （1986年、テイチク）
- 遙なる笛 （1986年、テイチク）
- 禅問答 （1996年、Moon Bridge）
- Heart of Bamboo （1998年、Copper Canyon Press）
- 浩々妙音 （2005年、Bright One Records）
- BreathPlay （2007年、CD Baby）
- NAVARASA （2010年、CD Baby）
- Striking Light, Striking Dark （2015年、CD Baby）

## 著書
- 尺八オデッセイ—天の音色に魅せられて （2000年、河出書房新社、蓮如賞受賞作品）
- ザ・尺八ー演奏習得の手引き （2005年、音楽之友社）
- The Shakuhachi, A Manual for Learning （2008年、Printed Matter Press）
- The Single Tone—A Personal Journey into Shakuhachi Music （「尺八オデッセイ—天の音色に魅せられて」の英語版、2005年、Printed Matter Press）